# Aliaguilla
Aliaguilla ist ein Ort und eine zentralspanische Gemeinde (municipio) mit 611 Einwohnern (Stand: 2024) im Norden der Provinz Cuenca in der Autonomen Region Kastilien-La Mancha. 

## Lage und Klima
Aliaguilla liegt auf der Westseite des Iberischen Gebirges in einer Höhe von ca. 1090 m. Die Provinzhauptstadt Cuenca befindet sich gut 80 Kilometer (Fahrtstrecke) westnordwestlich. Das Klima im Winter ist gemäßigt, im Sommer dagegen warm bis heiß. Regen (445 mm/Jahr) fällt das ganze Jahr über.

## Bevölkerungsentwicklung
| Jahr      | 1970 | 1981 | 1991 | 2001 | 2011 | 2021 |
| Einwohner | 1159 | 1015 | 939  | 842  | 760  | 643  |

## Sehenswürdigkeiten
- Kirche Mariä Himmelfahrt (Iglesia de la Asunción)
- Antoniuskapelle